# アステリックスと大いなる戦い (映画)
『アステリックスと大いなる戦い』（仏: Astérix et le Coup du menhir、独: Asterix – Operation Hinkelstein）は、1989年のフランス・ドイツのアニメーション映画。漫画『アステリックス』のアルバム（単行本）「アステリックスと大いなる戦い」と「アステリックスと占い師」を基にしている。

## キャスト
| 役名                                      | 原語版声優                                                 |
| ----------------------------------------- | ---------------------------------------------------------- |
| アステリックス / イデフィックス           | ロジャー・カレル                                           |
| オベリックス                              | ピエール・トルネード                                       |
| パノラミックス                            | アンリ・ラブシエール                                       |
| オプション (デキュリオン・セティンラプス) | パトリック・プレジャン                                     |
| アゲカノニクス                            | ポール・ビシグリア                                         |
| プロリックス                              | ジュリアン・ギオマール                                     |
| セトーマティクス                          | ジャン＝クロード・デ・ゴロス                               |
| アブララクシクス                          | アンリ・ポワリエ                                           |
| カコフォニックス                          | エドガー・ジヴリー ジャン＝ジャック・クラミエ (歌唱シーン) |